# The Nightingale (film, 2018)
Pour les articles homonymes, voir The Nightingale.
Pour plus de détails, voir Fiche technique et Distribution.
The Nightingale est un film australien réalisé par Jennifer Kent, sorti en 2018.
Il a été présenté en compétition à la Mostra de Venise 2018.
C'est le deuxième long métrage de la réalisatrice, après le très remarqué Mister Babadook, sorti en 2014.

## Synopsis
En 1825, Clare, une jeune Irlandaise, poursuit un officier britannique à travers la Tasmanie pour se venger d'actes de violence qu'il a commis contre elle et sa famille, avec pour seul guide un aborigène.

## Fiche technique
- Réalisation et scénario : Jennifer Kent
- Photographie : Radek Ladczuk
- Musique : Jed Kurzel
- Montage : Simon Njoo
- Société de distribution : Kinovista (France)
- Pays de production :  Australie
- Langues originales : anglais, irlandais, palawa kani[3]
- Format : couleur — 1,37:1
- Genre : aventures, drame, thriller et historique
- Durée : 136 minutes
- Dates de sortie : 
  - Italie : 6 septembre 2018 (Mostra de Venise 2018)[4]
  - Australie : 13 octobre 2018 (Festival du film d'Adélaïde) ; 29 août 2019 (sortie nationale)
  - France : 2 septembre 2020 (festival Hallucinations collectives à Lyon) ; 9 mars 2021 (sortie VOD sur OCS)

## Distribution
- Aisling Franciosi : Clare
- Sam Claflin : Hawkins
- Baykali Ganambarr (en) : Billy
- Damon Herriman : Ruse
- Harry Greenwood : Jago
- Ewen Leslie : Goodwin
- Charlie Shotwell : Eddie
- Michael Sheasby : Aidan
- Sam Smith : le fermier
- Matthew Sunderland : Davey
- Luke Carroll : Archie

## Production
Le tournage a commencé en Tasmanie en mars 2017.

## Accueil

### Critiques
Pour Véronique Cauhapé du Monde, « il faut reconnaître que le deuxième long-métrage de Jennifer Kent parvient à révéler toute sa puissance, même sur plus petit écran. Une puissance qui amène le spectateur à une expérience physique (et mentale) d'une rare intensité. ».
Pour Olivier De Bruyn des Échos, « Cette fiction impressionnante et hypnotique mérite d'être découverte. [...] The Nightingale, en slalomant entre western contemplatif, fiction politique et précipité existentiel, impressionne grâce à sa poésie noire et à sa radicale singularité. ».

## Récompenses
- Mostra de Venise 2018 :
  - prix Marcello-Mastroianni du meilleur espoir pour Baykali Ganambarr (en) ;
  - prix spécial du jury pour Jennifer Kent.
- Festival Hallucinations collectives 2020 : prix du jury lyonnais de la compétition longs métrages